# كأس حذفي 2017–18
كأس حذفي 2017–18 هو الموسم ال 31 من بطولة كأس حذفي لكرة القدم الإيرانية تلعب المنافسات بمباريات خروج المغلوب.

## المباراة النهائية
نادي استقلال طهران 1

خونه به خونه [الإنجليزية] 0